# Портико (Кремона)
Портико је насеље у Италији у округу Кремона, региону Ломбардија.
Према процени из 2011. у насељу је живело 46 становника. Насеље се налази на надморској висини од 86 м.